# Breitenbach (Jossa, Spessart)
Der Breitenbach ist ein knapp eineinhalb Kilometer langer linker Zufluss der Jossa im Main-Kinzig-Kreis im hessischen Spessart.

## Geographie

### Verlauf

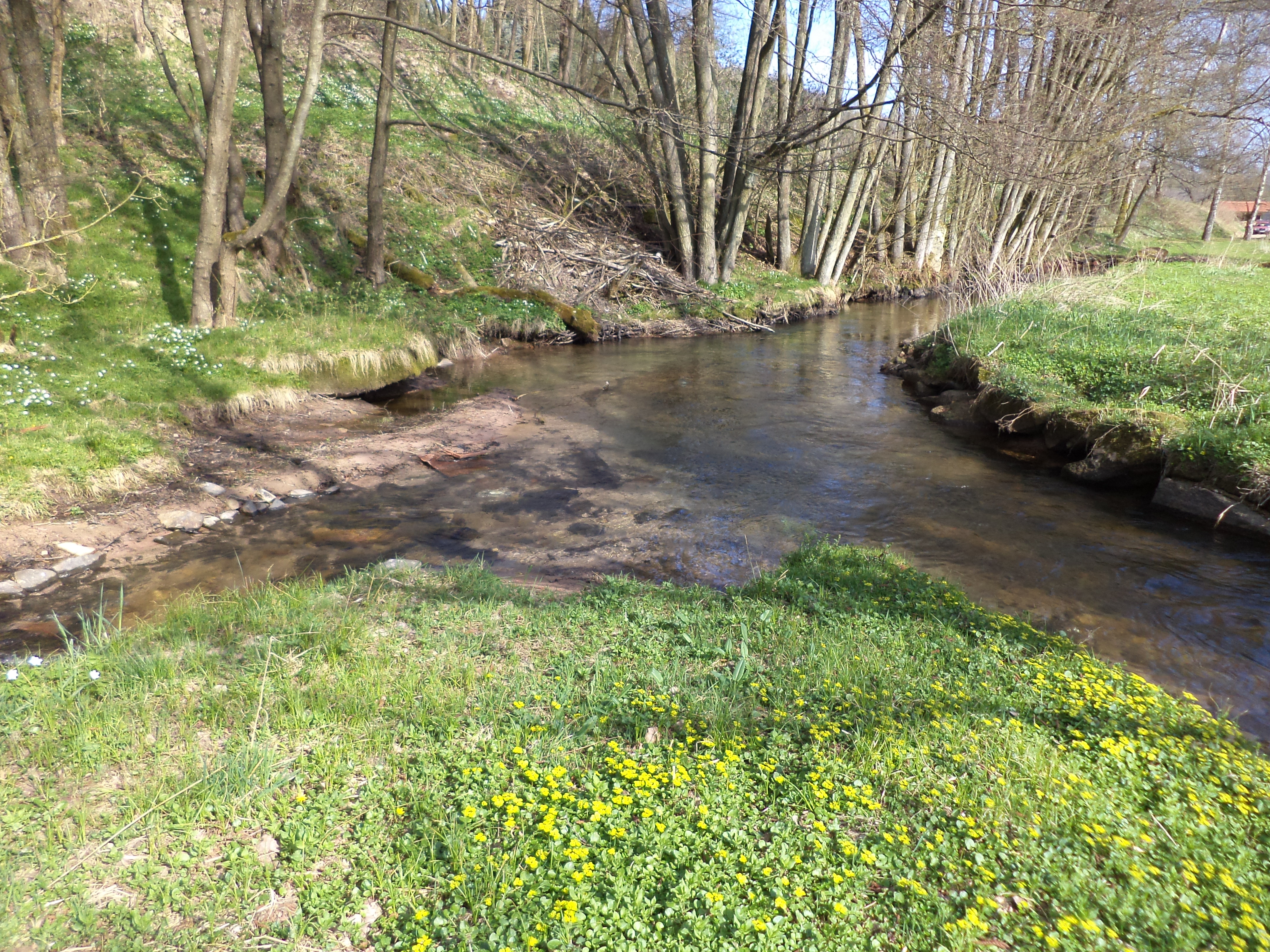
Der Breitenbach (links) mündet in die Jossa

Der Breitenbach entspringt im Schwarzen Grund  auf einer Höhe von etwa 360 m ü. NHN östlich von Lettgenbrunn. 
Er fließt in nordöstliche Richtung und mündet schließlich nördlich von Pfaffenhausen  auf einer Höhe von ungefähr 330 m ü. NHN von links in die Jossa.
Sein  1,4 km langer Lauf endet etwa 30 Höhenmeter unterhalb seiner Quelle, er hat somit ein mittleres Sohlgefälle von etwa 21 ‰.

### Flusssystem Sinn
- Liste der Fließgewässer im Flusssystem Sinn